# Struga Siedmiu Jezior

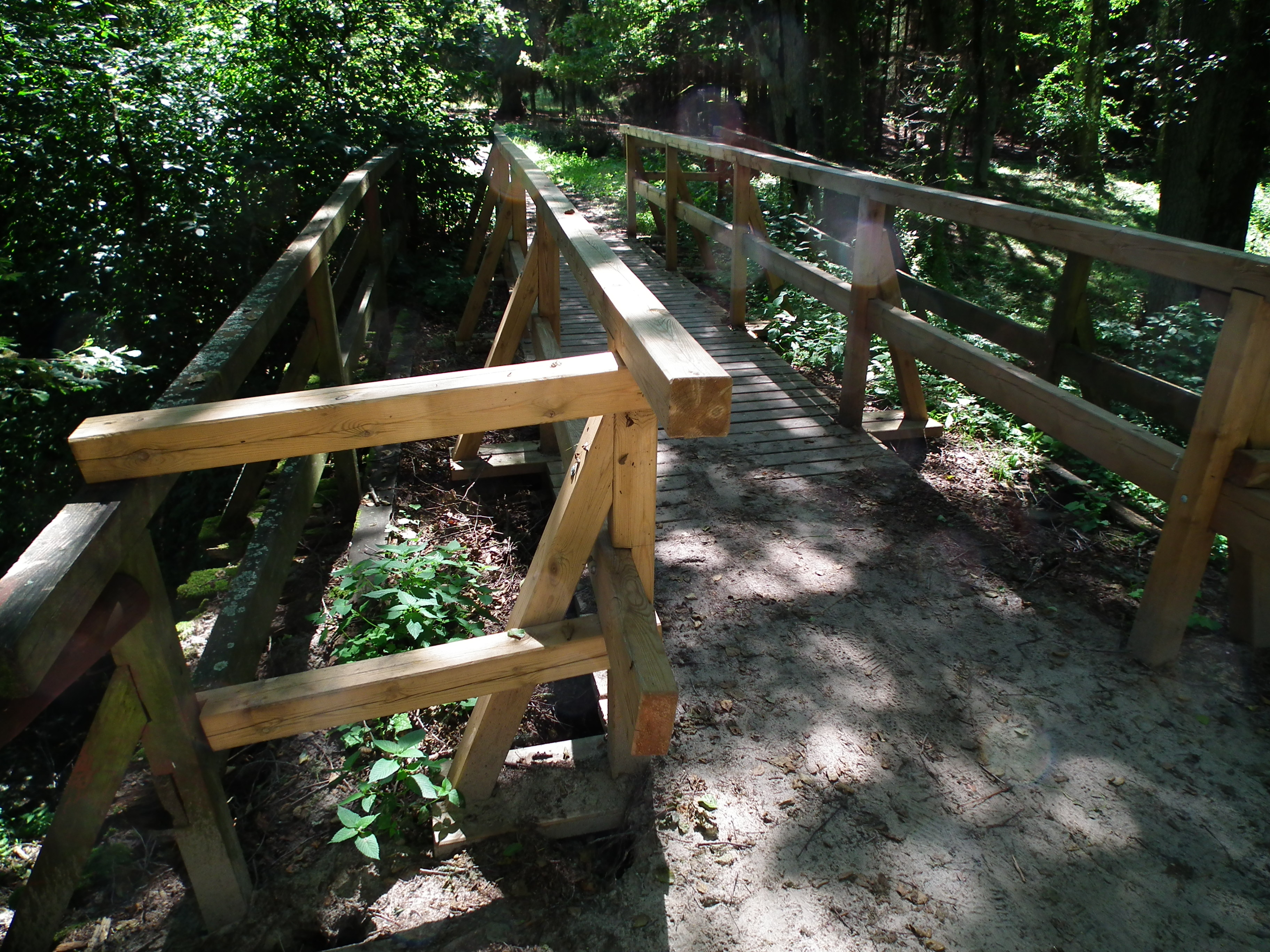
Most przy Dębie Bartuś

Struga Siedmiu Jezior – struga o długości 13,9 km zlokalizowana w całości na terenie Równiny Charzykowskiej i Parku Narodowego „Bory Tucholskie” (na terenie Parku znajduje się także 85% jej zlewni).

## Przebieg
Struga, wypływająca z Jeziora Ostrowitego, łączy ze sobą siedem jezior: Zielone, Jeleń, Bełczak, Główka, Płęsno, Skrzynka i Mielnica (wszystkie eutroficzne i w większości dimikrytyczne), uchodząc do Jeziora Charzykowskiego (przez które przepływa Brda) w Bachorzu (wschodni brzeg). Poza jeziorami długość samego cieku wynosi zaledwie 1,9 km. Poza jeziorami poszczególne odcinki strugi mają długość od 43 do około 400 metrów. Jeziora, które łączy mają powierzchnię od 0,25 do 2,71 km² i głębokość średnią od 0,5 do 11,1 metra. Leżą one w rynnach dwojakiego przebiegu: południkowego (Ostrowite i Zielone) oraz równoleżnikowego (pozostałe). Odpływ jednostkowy w zlewni do wypływu z jeziora Bełczak rośnie od 0,91 do 1,96 l/s, natomiast poniżej tego jeziora ma poziom 3,15-4,42 l/s.

## Charakter
Rocznie strugą odpływa ok. 25 mln m³ wody, co stanowi prawie 60 procent wód retencjonowanych przez Park Narodowy. Struga nie posiada bezpośrednich dopływów (jedynie drobne wpływające poprzez jeziora). Występuje również zasilanie podziemne – przez rynny subglacjalne, a także przez opady atmosferyczne. Na obszarze zlewni znajdują się bogate zespoły roślinne torfowiskowo-bagienne – najciekawszy jest pod tym względem odcinek ujściowy. Struga w miarę przepływu stopniowo coraz bardziej się eutrofizuje w sposób naturalny (bez antropogenezy). Następuje w niej wzrost koncentracji chlorofilu.

## Przyroda
Zlewnia Strugi jest bogatym przyrodniczo ekosystemem, w którym występuje wiele chronionych roślin i zwierząt, z których bardzo cenne są m.in. ramienice.
Do cennych okazów flory należą: wroniec widlasty, widłaczek torfowy, rosiczka okrągłolistna, kruszczyk rdzawoczerwony, bażyna czarna i zimoziół północny. Nad jeziorami Ostrowitem, Zielonem i Jeleń rośnie szuwar kłociowy. Nad strugą rośnie Dąb Bartuś.
Przeprowadzone w latach 2001–2004 badania naukowe wód strugi pozwoliły na oznaczenie jedenastu gatunków grzybów wodnych. W strudze stwierdzono w 2005 obecność grzybów chorobotwórczych: Cryptococcus laurentii, Rhodotorula glutinis, Cryptococcus terreus.
Najcenniejsze okazy fauny to m.in.: szczeżuja wielka, szczeżuja spłaszczona, skójka gruboskorupowa, nietoperze: nocek Natterera, nocek łydkowłosy, karlik malutki oraz ptaki: bąk, bielik, puchacz, świstun, gągoł i kormoran czarny.

## Czystość
Wody strugi w 2014 znajdowały się w II klasie czystości. Były dostatecznie natlenione, miały niewielką zawartość substancji biogennych, ale zawierały podwyższoną ilość substancji organicznych.

## Turystyka
Strugę przecinają szlaki turystyczne piesze i rowerowe, w tym „Szlak Strugi Siedmiu Jezior” z Charzyków do Chojnic. Urządzono nad nią miejsca piknikowe – w pobliżu jeziora Jeleń, Główka, oraz przy Dębie Bartusiu.